# Куокуну
Куокуну (якут. Куокуну) — село в Сунтарском улусе Республики Саха (Якутия) России. Административный центр и единственный населённый пункт Куокунинского наслега.

## География
Село находится в юго-западной части Якутии, на левом берегу реки Вилюй, на расстоянии примерно 72 километров (по прямой) к западу-юго-западу (WSW) от села Сунтар, административного центра улуса. Абсолютная высота — 161 метр над уровнем моря.
Климат
Климат характеризуется как резко континентальный. Средняя температура воздуха самого тёплого месяца (июля) составляет 17-18 °C; самого холодного (января) — −34 − −50 °C. Среднегодовое количество атмосферных осадков составляет 250—300 мм.
Часовой пояс
Село Куокуну находится в часовой зоне МСК+6. Смещение применяемого времени относительно UTC составляет +9:00.

## Население
| 2002 | 2010 | 2012 | 2013 | 2014 | 2015 | 2016 |
| ---- | ---- | ---- | ---- | ---- | ---- | ---- |
| 706  | ↘591 | ↘570 | ↘551 | ↘542 | ↘525 | ↘517 |
| 2017 | 2018 | 2019 | 2020 | 2021 |      |      |
| ↗518 | ↗521 | ↘510 | ↗513 | ↗518 |      |      |

Половой состав
По данным Всероссийской переписи населения 2010 года в гендерной структуре населения мужчины составляли 52,5 %, женщины — соответственно 47,5 %.
Национальный состав
Согласно результатам переписи 2002 года, в национальной структуре населения якуты составляли 99 % из 706 чел.

## Улицы
Уличная сеть села состоит из десяти улиц и одного переулка.